# Blériot XXVII
Il Blériot XXVII fu un modello di monoplano da competizione, progettato e costruito dal pioniere dell'aviazione Louis Blériot, che venne realizzato in due esemplari all'inizio degli anni 1910.
Caratterizzato da una configurazione molto simile a quella del precedente Blériot XI, che aveva avuto enorme successo, il Blériot XXVII aveva una linea aerodinamicamente più raffinata e le sue prestazioni in termini di velocità erano ottime; tuttavia, per motivi sconosciuti, l'aereo non partecipò ad alcuna gara.
Uno dei due esemplari continuò a volare, senza continuità, fino alla fine degli anni trenta, e si è poi conservato per approdare infine al Royal Air Force Museum di Londra.

## Storia del progetto
La storia della progettazione, dello sviluppo e della vita operativa del Blériot XXVII non è nota in dettaglio, in parte perché negli anni immediatamente precedenti lo scoppio della prima guerra mondiale l'aviazione conobbe un periodo di grande espansione durante il quale ebbero luogo molte sperimentazioni che, perlopiù, non vennero adeguatamente documentate.
Il progettista e pilota francese Louis Blériot, che aveva acquisito grande fama dopo che nell'estate 1909 aveva portato a termine la prima trasvolata del canale della Manica a bordo del suo monoplano Blériot XI, continuò anche negli anni successivi a sfruttare il successo di quel velivolo e a mettere a frutto il potenziale di sviluppo che l'innovativa formula monoplana portava con sé. Il Blériot XXVII, che volò per la prima volta nel settembre 1911 (e che Blériot disse di aver costruito durante le sue vacanze estive), fu il risultato di una variazione sulla struttura di base del Blériot XI che, essendo stata concepita per le alte velocità, si caratterizzava soprattutto per la cura della linea aerodinamica.

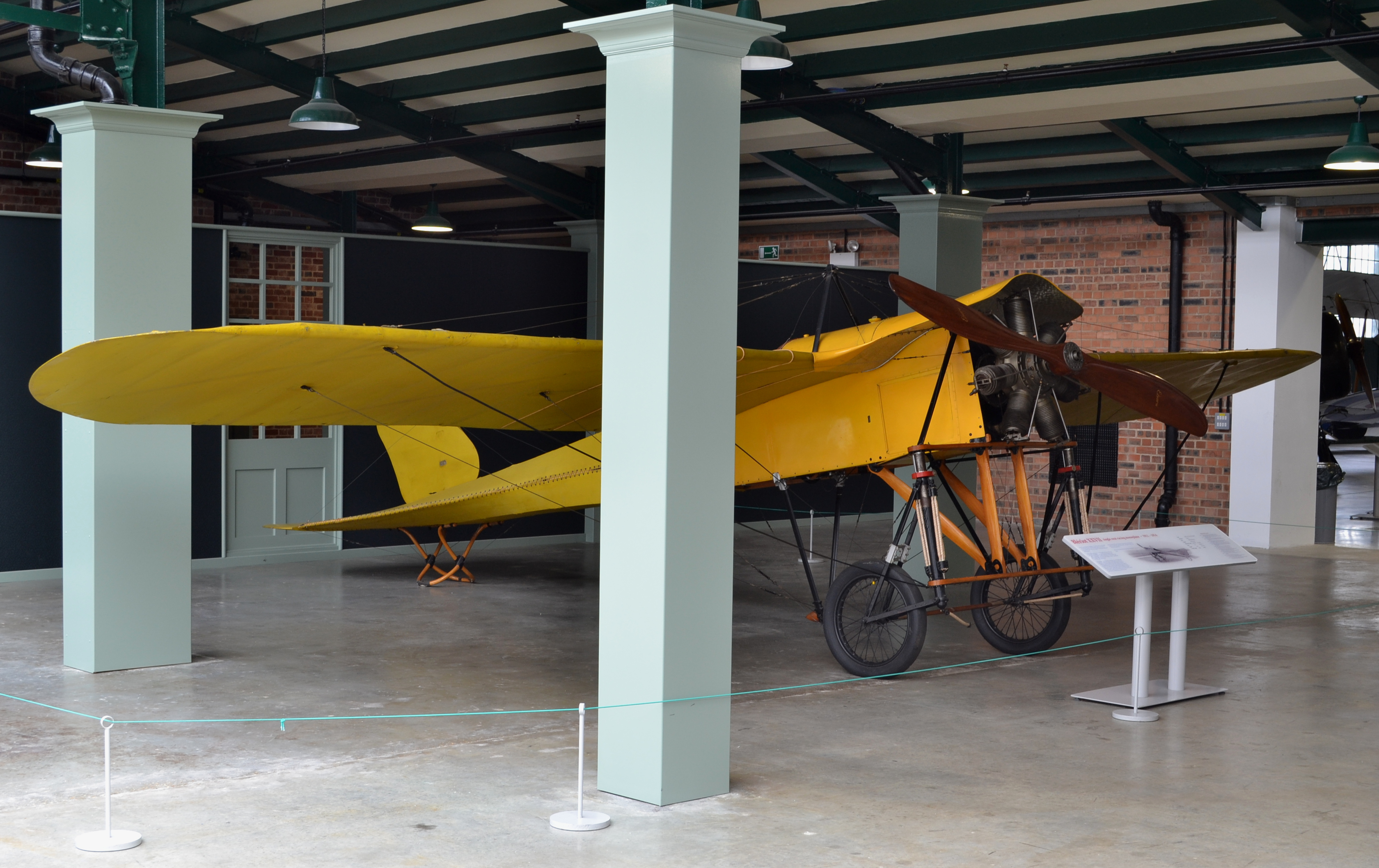
L'unico Blériot XXVII sopravvissuto è conservato presso il Royal Air Force Museum di Hendon, non lontano da Londra.

## Tecnica
Il Blériot XXVII era un monoplano monomotore monoposto simile, nella sua impostazione generale, al Blériot XI da cui era stato derivato.
L'aereo aveva struttura lignea rivestita in tela gommata. L'ala era caratterizzata da un moderato angolo di diedro ed era abbondantemente controventata per mezzo di tiranti metallici. Il controllo del rollio era affidato allo svergolamento delle ali. Lo stabilizzatore era integrato nella parte posteriore della fusoliera, a forma di cuneo, e ad esso era incernierato l'equilibratore che controllava il beccheggio. La superficie verticale di coda, che fungeva tanto da deriva quanto da timone era in un pezzo unico, e la sua forma aveva un aspetto assai più penetrante di quella del modello XI.
Il velivolo era propulso da un motore rotativo Gnome a 7 cilindri da 50 hp collegato a un'elica bipala in legno. La cofanatura del motore era disegnata in modo da impedire agli schizzi di olio lubrificante di raggiungere il pilota. Il carrello era di dimensioni ridotte rispetto a quello del Blériot XI; era basato su un elemento anteriore principale con due ruote a raggi e su un pattino posteriore.

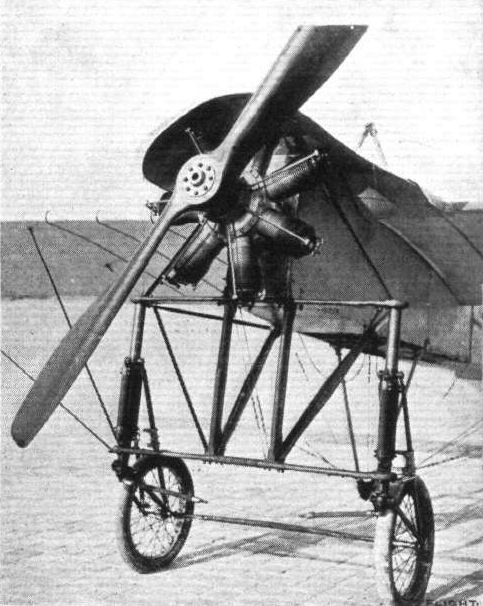
Vista frontale del Blériot XXVII in una fotografia del 1911.

## Impiego operativo
Il Blériot XXVII venne portato in volo per la prima volta verso la fine del settembre 1911 presso la spiaggia di Hardelot; il pilota era Alfred Le Blanc, collaudatore per Blériot; alcuni voli di prova vennero effettuati ai comandi del tenente de Conneau. Nel corso dei collaudi l'aereo toccò una velocità massima di 130 km/h, inferiore di appena 2 km/h al record di velocità dell'epoca, il che sembrava confermare le ottime potenzialità del velivolo come aereo da competizione.
Un secondo esemplare, diverso dal primo per alcuni significativi dettagli, venne presentato in occasione di una fiera dell'aviazione a Parigi (Paris Aero Show) nel dicembre 1911; le sue vicende successive comunque non sono note, e sembra che nessuno dei due aerei abbia effettivamente preso parte ad alcuna competizione.

## Esemplari attualmente esistenti
Uno dei due Blériot XXVII è sopravvissuto ed è attualmente conservato presso la Grahame-White Factory (padiglione dedicato all'aviazione pionieristica e alla prima guerra mondiale) del Royal Air Force Museum di Hendon, non lontano da Londra.
Si tratta del primo dei due esemplari; esso, nell'agosto 1914, venne impacchettato e chiuso in alcune casse che rimasero a Le Havre fino alla metà degli anni trenta; i ricercatori del Royal Air Force Museum ritengono possibile che l'aereo, pronto per l'esportazione, non sia mai stato spedito per via dello scoppio della guerra. Il velivolo venne riscoperto da Richard Nash nel 1936, spedito a Weybridge, in Inghilterra, e restaurato; rimesso in condizioni di volo, esso precipitò nel 1936, presso Brooklands, mentre ai comandi c'era Nash stesso. Venne di nuovo restaurato e rimesso in condizioni di volare e venne prestato allo Science Museum di Londra nel giugno 1939, poco prima dello scoppio della seconda guerra mondiale; trascorse il periodo bellico in un magazzino e poi, dopo essere comparso in diversi air show e in altre manifestazioni aperte al pubblico, nel 1953 venne venduto da Nash alla Royal Aeronautical Society insieme ad altri pezzi della sua collezione di aeroplani. Il Blériot XXVII venne di nuovo esposto in alcune occasioni e passò del tempo conservato in magazzino prima di essere restaurato da personale della Royal Air Force tra il 1963 e il 1964. Ulteriori lavori vennero svolti sull'aereo nel 1967 e nel 1974, ed esso nel frattempo partecipò di nuovo ad alcune esposizioni. Nel marzo 1992 venne acquistato, insieme al resto della collezione di Nash, dal Ministero della difesa britannico e prestato da esso al Royal Air Force Museum; venne portato a Hendon tra la fine del 2003 e l'inizio del 2004 e, nel settembre 2004, divenne di proprietà del museo stesso.

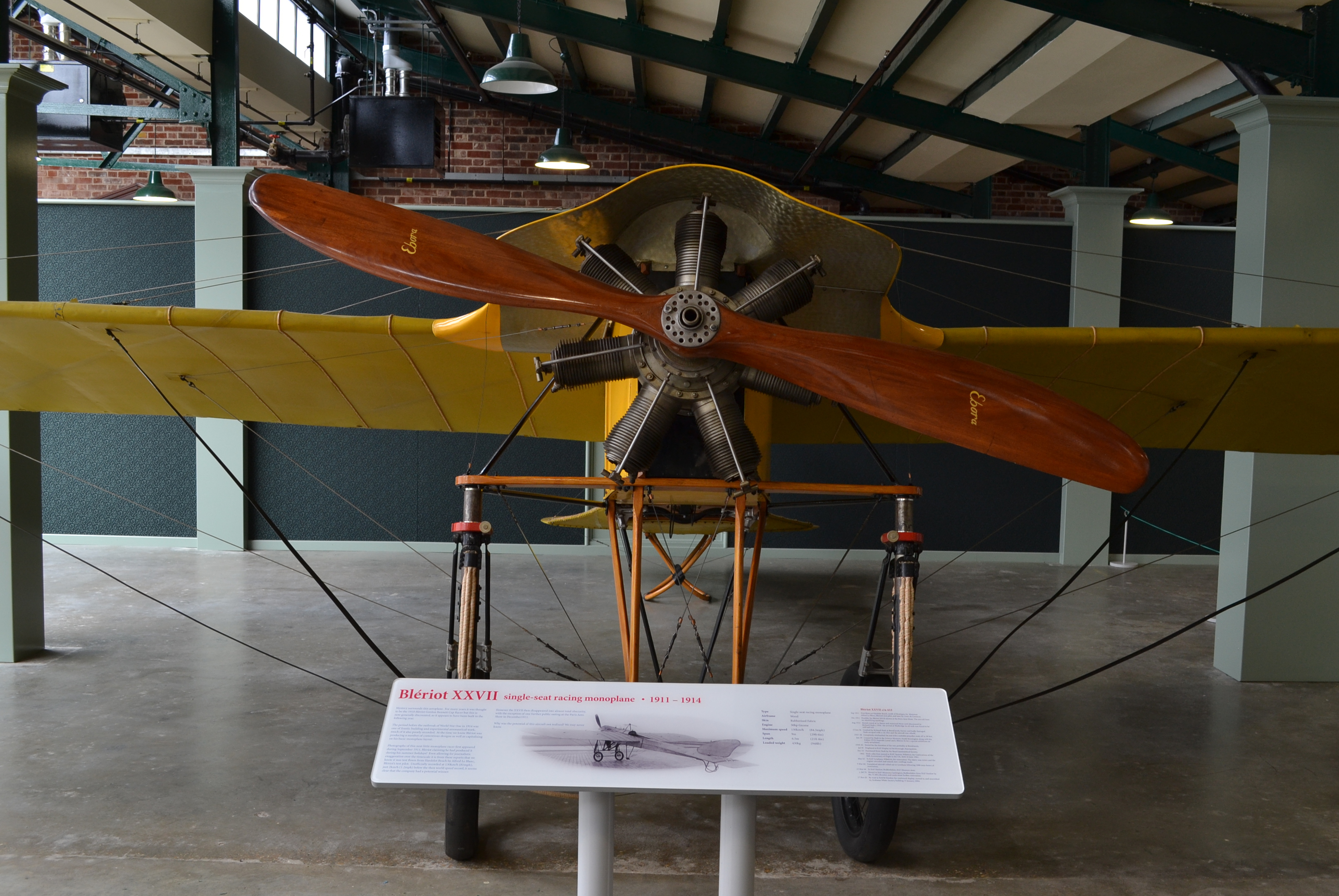
Vista frontale del Blériot XXVII esposto a Londra. Si noti il motore stellare con la sua inconsueta cappottatura parziale.